# Brian Stemmle
Brian Stemmle (né le 12 octobre 1966) est un ancien skieur alpin canadien.

## Coupe du Monde
- Meilleur classement final :  33e en 1996.
- Meilleur résultat : 2e.